# Gilles Ménage (haut fonctionnaire)
Pour les articles homonymes, voir Ménage.
Pour le grammairien du XVIe, voir Gilles Ménage (grammairien).
Gilles Ménage, né le 5 juillet 1943 à Bourg-la-Reine (Seine) et mort le 5 juillet 2017, est un haut fonctionnaire français.

## Biographie

### Jeunesse et début de carrière
Après ses études à l'Institut d'études politiques de Paris et à l'École nationale d'administration (1967-1969), Gilles Ménage occupe successivement les postes de sous-préfet, directeur de cabinet du préfet de Tarn-et-Garonne, puis de directeur de cabinet du préfet de la région du Limousin et de préfet de la Haute-Vienne. Après avoir été conseiller technique puis chef de cabinet du secrétaire d'État aux Postes et Télécommunications, de 1974 à 1975, il est chargé de mission auprès du préfet de Paris de 1975 à 1977, puis directeur de cabinet du préfet de Paris de 1977 à 1981.

### Présidence de François Mitterrand et départ de l’Élysée
Appelé à la présidence de la République sous François Mitterrand, il y exerce les fonctions de conseiller technique au secrétariat général de la présidence de la République entre 1981 et 1982. Il est alors nommé directeur de cabinet adjoint de la présidence de la République, période pendant laquelle il sera nommé préfet (en service détaché). Il est également chargé par François Mitterrand de lui fournir des listes de fonctionnaires professionnels et loyaux, quelles que soient leurs opinions politiques. C'est lui qui propose le nom de Guy Fougier comme préfet de Police de Paris.
En 1988, et jusqu'à 1992, il est directeur de cabinet de la présidence de la République. Il quitte l'Élysée pour devenir président d'Électricité de France jusqu'en 1995.
En 1997, il fait condamner Paul Barril pour diffamation.
À partir de 2003, et après avoir été à plusieurs reprises candidat non-élu à l'élection municipale de Penne-d'Agenais, il est le secrétaire-général de l'Institut François-Mitterrand.
En 2005, il est condamné à une peine de prison avec sursis et à une amende de 5 000 euros pour « atteinte à l'intimité de la vie privée » dans le cadre de l'affaire des écoutes de l'Élysée. Fin septembre 2008, cette condamnation est confirmée par la Cour de cassation,.
En 2009, il accède à la présidence du club de rugby de l'ASPSS (Association sportive de Penne et de Saint-Sylvestre).
Il meurt « brutalement » le 5 juillet 2017, jour de son 74e anniversaire.

## Gilles Ménage en littérature
Dans l'ouvrage Hallier l'Edernel jeune homme, paru en 2016, il est décrit comme l'un des « complices, hommes de main, de paille et de grain » du « gangster de haut vol » Mitterrand qui « semblent aspirer à prolonger leur séjour terrestre, peut-être par crainte de l'enfer « sur mesure » qu'ils savent encourir ». Jean-Edern Hallier le considérait comme « particulièrement nul ».

## Ouvrages
- L'Œil du Pouvoir : Les Affaires de l'État 1981-1986, t. I, éditions Fayard, 26 mai 1999, 877 p. (ISBN 978-2702837047).
- L'Œil du Pouvoir : Face aux terrorismes internes 1981-1986, t. II, éditions Fayard, 6 avril 2000, 550 p. (ISBN 978-2213604916).
- L'Œil du Pouvoir : Face au terrorisme moyen-oriental 1981-1986, t. III, éditions Fayard, 21 février 2001, 704 p. (ISBN 978-2213607924).